# Le Songe d'une nuit d'été (film, 1968)
Pour les articles homonymes, voir Le Songe d'une nuit d'été (homonymie).
Pour plus de détails, voir Fiche technique et Distribution.
Le Songe d'une nuit d'été (A Midsummer Night's Dream) est un film américano-britannique réalisé par Peter Hall, sorti en 1968.

## Synopsis
Plusieurs couples nouent et dénouent des liens amoureux, victimes en cela de malicieux êtres surnaturels qui vivent dans une forêt.

## Fiche technique
- Titre : Le Songe d'une nuit d'été
- Titre original : A Midsummer Night's Dream
- Réalisation : Peter Hall
- Scénario : d'après la pièce éponyme de William Shakespeare
- Photographie : Peter Suschitzky
- Montage : Jack Harris
- Musique : Guy Woolfenden
- Direction artistique : John Bury
- Costumes : Ann Curtis
- Production : Michael Birkett
- Pays de production :  Royaume-Uni |  États-Unis
- Langue : anglais
- Format : couleur (Eastmancolor) — 35 mm — 1,33:1 — son : mono
- Genre : comédie, film de fantasy
- Durée : 124 minutes
- Dates de sortie :
  - Europe : septembre 1968[1]
  - Royaume-Uni : 30 janvier 1969

## Distribution
- David Warner : Lysander
- Diana Rigg : Helena
- Michael Jayston : Demetrius
- Helen Mirren : Hermia
- Derek Godfrey : Theseus
- Barbara Jefford : Hippolyta
- Nicholas Selby : Egeus
- Hugh Sullivan : Philostrate
- Paul Rogers : Bottom
- Sebastian Shaw : Quince
- Bill Travers : Snout

## Distinctions
- Nommé pour un Primetime Emmy Awards en 1969